# Enchilada
Enchilada (plurál enchiladas) je zavinutá kukuřičná tortilla s náplní, která je zdobená a pokryta omáčkou, nejčastěji feferonovou. Pokrm je tradiční součástí mexické kuchyně, populární je i na americkém západě. Na rozdíl od jiných pokrmů z tortill (například tacos) je enchilada považována za hlavní chod.

## Charakteristika
Enchiladas lze připravit třemi způsoby – srolované, přeložené nebo stohované. Placka může obsahovat různé druhy masa (hovězí, kuřecí, vepřové, mořské plody), sýr, zeleninu (brambory, fazole), resp. kombinaci těchto přísad.
Běžně jsou zdobeny sýrem, olivami, cibulí, zakysanou smetanou, hlávkovým salátem, chilli papričkami, salsou nebo čerstvým koriandrem.

## Galerie

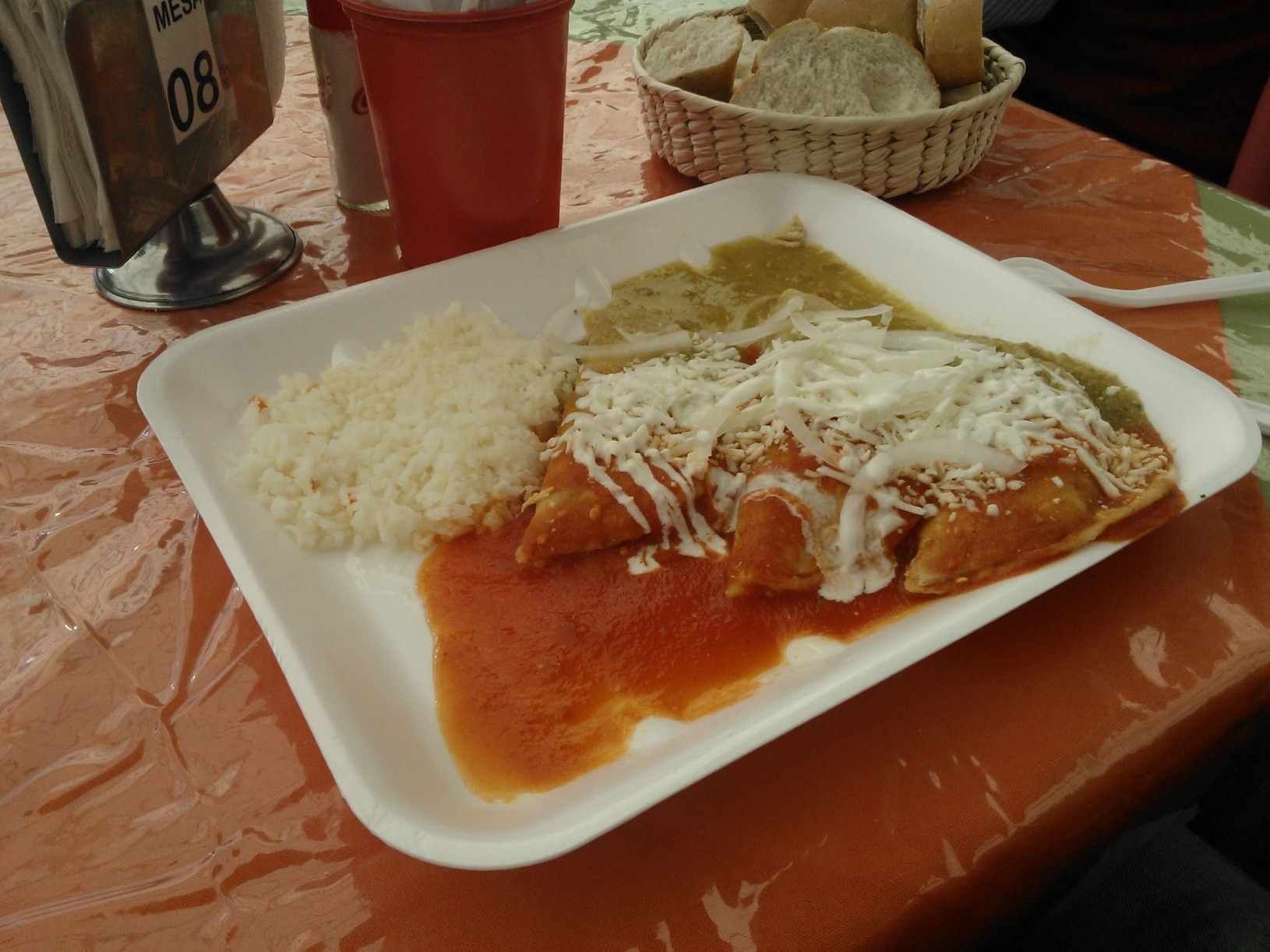
Enchiladas se dvěma různými omáčkami
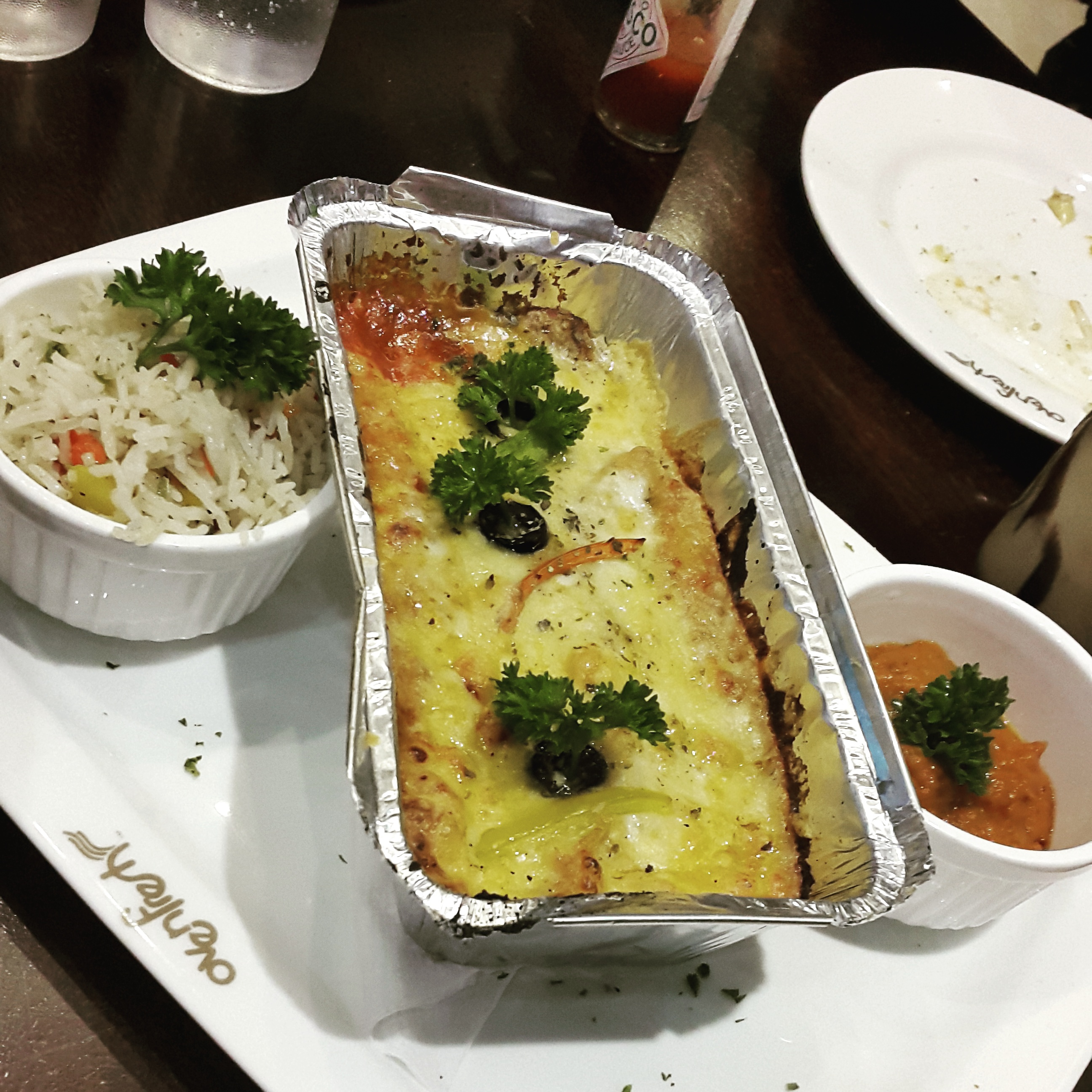
Enchiladas
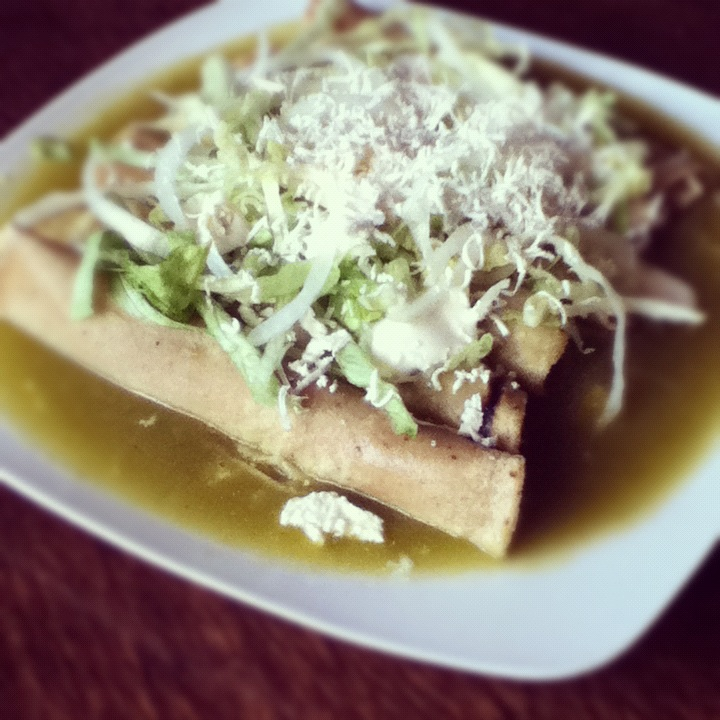
Enchiladas se zelenou omáčkou